# Лана Вуд
Лана Вуд (англ. Lana Wood, наст. имя Светлана Николаевна Захаренко, род. 1 марта 1946) — американская актриса русского происхождения, писательница и продюсер, младшая сестра Натали Вуд.

## Ранняя жизнь
Лана Вуд родилась в семье русских эмигрантов Николая Степановича Захаренко, родом из Владивостока, и Марии Степановны Зудиловой, родом из Барнаула, которые, став гражданами США, изменили фамилию на Гурдин. Также как её старшая сестра Натали Вуд, она начала свою карьеру будучи ребёнком, но не имела успеха уровня своей сестры. Её первая крупная заметная роль была в вестерне 1956 года «Искатели», где снималась её сестра.

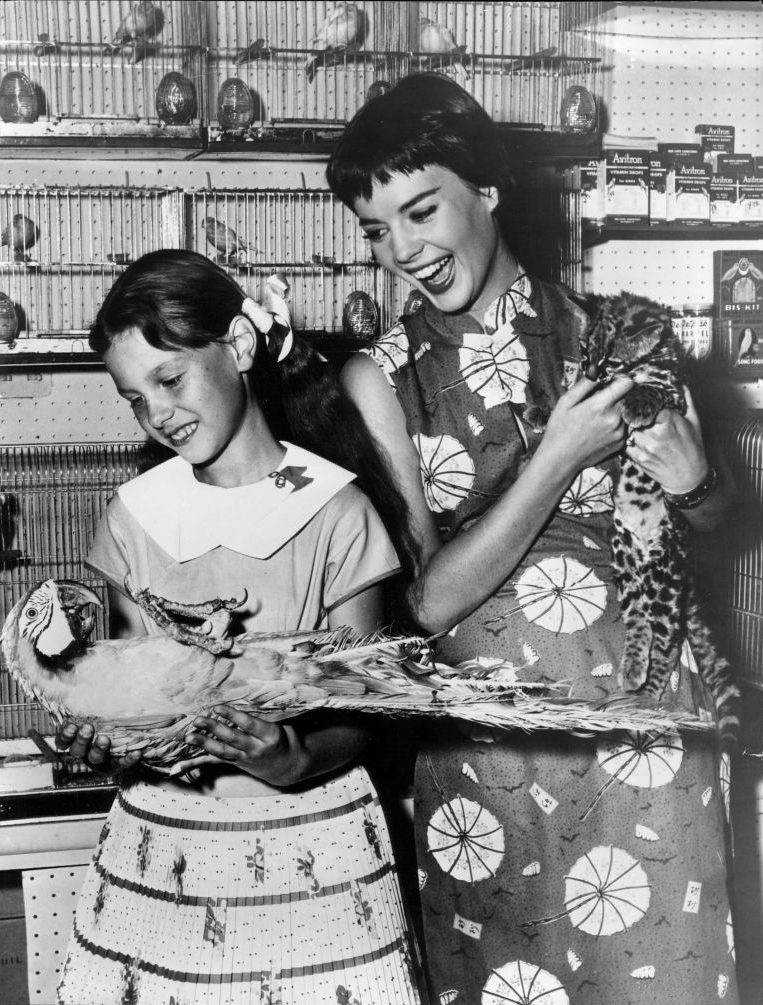
Лана Вуд со старшей сестрой Натали Вуд в 1956 году

## Карьера
Вуд понадобилось десять лет чтобы подписать контракт со студией 20th Century Fox, после чего она сыграла одну из главных ролей в недолго просуществовавшем телесериале «Долгое жаркое лето», снятом по одноимённому фильму, после чего Вуд в 1966—1967 годах снималась в прайм-тайм мыльной опере «Пейтон-Плейс» в роли Сэнди Уэббер.
В 1971 году Лана Вуд позировала для журнала Playboy, вопреки возражениям своей сестры, но это стало одной из причин, по которой она получила роль девушки Джеймса Бонда в фильме «Бриллианты навсегда». Несмотря на успех фильма взрослая карьера актрисы складывалась малоуспешно и она в основном снималась в низкобюджетных фильмах, эпизодах телесериалов, таких как «Доктор Маркус Уэлби», «Баретта» и «Старски и Хатч», а также играла небольшие роли в фильмах своей сестры.
29 ноября 1981 года Натали Вуд утонула возле острова Каталина при странных обстоятельствах. В 1984 году Лана написала книгу Natalie: A Memoir by Her Sister, в которой заявила, что муж её сестры, Роберт Вагнер, прекратил с ней общаться сразу же после смерти Натали. В 2002 году она выпустила вторую книгу о жизни своей сестры — Natasha: The Biography of Natalie Wood. В 2004 году Лана Вуд выступила в качестве продюсера и одного из авторов биографическо-документального фильма «Загадка Натали Вуд» режиссёра Питера Богдановича.

## Личная жизнь
Лана Вуд была замужем четырежды, у неё есть дочь от последнего брака с Ричардом Смедли. У неё были романтические отношения с актёрами: Уорреном Битти, Райаном О’Нилом, Аленом Делоном и Шоном Коннери, которые она описывает в автобиографии.